# 熊本県を舞台とした作品一覧
熊本県を舞台とした作品一覧（くまもとけんをぶたいとしたさくひんいちらん）では、熊本県内をモチーフあるいはロケーション撮影地にした小説、映画、テレビドラマ、アニメーション等を記述する。

## 小説
- 藍より青く（山田太一）
- 未来の思い出（梶尾真治）
- 阿蘇安徳伝説の殺人 日の里の陵（山村正夫）
- 阿蘇・雲仙逆転の殺人（深谷忠記）
- 阿蘇・雲仙ロマンルート殺人事件（荻原秀夫）
- 阿蘇・黒川温泉殺人事件（梓林太郎）
- 阿蘇殺人ルート （西村京太郎）
- 阿蘇山（徳永直）
- 阿蘇・長崎ねずみを探せ（西村京太郎）
- 阿蘇に生きる（阿蘇惟友）
- 「阿蘇の恋」殺人事件（木谷恭介）
- 阿部一族（森鷗外）[1]
- 天草四郎（劉寒吉）
- アラミタマ奇譚（梶尾真治）
- ある詩人の生涯（火野葦平） - 淵上毛銭がモデル
- 海の牙（水上勉）
- 黄金の石橋（内田康夫）
- OKAGE（梶尾真治） - 熊本での連続児童失踪事件。昭和30年代の白川の増水などが描かれる。
- オズの世界（小森陽一）
- 海将～若き日の小西行長（白石一郎）
- 加藤清正（海音寺潮五郎）
- 加藤清正（佐竹申伍）
- 仮面の殺意（太田蘭三）
- カンナ 天草の神兵（高田崇史）
- 菊池伝説殺人事件（内田康夫）
- 草枕（夏目漱石）[2]
- 苦海浄土 わが水俣病（石牟礼道子）
- 熊本・文楽の里 城下町事件記者（井川香四郎）
- 熊本城の罠 城下町奉行日記（井川香四郎）
- 熊本発みずほ殺人連鎖（峰隆一郎）
- 黒い輪（徳永直）
- 黒川温泉殺人事件（吉村達也）
- 決戦 熊本城
- 下下戦記（吉田司）
- 現車（福島次郎）
- 小西行長 後悔しない生き方（江宮隆之）
- 最初の記憶（徳永直）
- 島のエアライン（黒木亮）
- 城下の人（石光真清）
- 不知火海（内田康夫）
- 神風連（長田幹彦）
- 千里眼千鶴子（光岡明） - 御船千鶴子が題材
- 蒼天の王土（篠原悠樹）
- それからの武蔵（小山勝清）
- 田原坂小説集西南戦争（海音寺潮五郎）
- ダブルトーン（梶尾真治）
- つばき、時跳び（梶尾真治）
- 十津川警部捜査行 阿蘇・やまなみ殺意の車窓（西村京太郎）
- 特急有明殺人事件（西村京太郎）
- 翔ぶが如く（司馬遼太郎）
- ななつ星一〇〇五番目の乗客（西村京太郎）
- 二百十日（夏目漱石）[3]
- はちまん（内田康夫）
- 肥後の石工（今西祐行）
- 評伝宮崎滔天（渡辺京二）
- 火の国殺人事件（山村美紗）
- 火の国の城（池波正太郎）
- 火の国秘愛殺人事件（斎藤栄）
- 火の国より愛と憎しみを込めて（西村京太郎）
- 卑弥呼塚殺人事件（島田一男）
- 風浪（木下順二）
- 復讐するは我にあり（佐木隆三）
- へぼ侍（坂上泉）
- 望郷子守唄（高群逸枝）
- 奔馬（三島由紀夫） - 豊饒の海第2巻
- 細川重堅 名君肥後の銀台（童門冬二）
- もっこすの城（伊東潤）
- 「邪馬台国の謎」殺人事件（深谷忠記）
- 横井楠南（童門冬二）
- 黄泉がえり（梶尾真治）
- 忘れえぬ人々（国木田独歩）
- 江津レイクタウン（小濱宗治）
- わたしだけのアイリス（源孝志）天草市・熊本市など

## ノンフィクション
- 木村政彦はなぜ力道山を殺さなかったのか（増田俊也） - 熊本の生んだ大柔道家・牛島辰熊と、その愛弟子でやはり熊本出身で史上最強の柔道家と言われる木村政彦の師弟愛を、1954年の木村政彦vs力道山の試合を軸に詩情豊かに謳い上げる
- 熊本城復活大作戦（佐和みずえ）
- 水俣病#水俣病を描いた作品

## 紀行
- 街道をゆく3 肥薩のみち（司馬遼太郎）
- 五足の靴
- 時刻表2万キロ（宮脇俊三）
- 第一、第二阿房列車（内田百閒）
- 大変結構、結構大変。ハラダ九州温泉三昧の旅（原田宗典）
- 日本百名山（深田久弥）

## 映画
- 熊本城非常警砲（1930年 監督：中島宝三） - 白黒・無声映画。
- 最後の攘夷党（1945年 監督：稲垣浩） - 嵐寛寿郎主演。
- 五ツ木の子守唄（1954年 監督：枝川弘）
- 君の名は 第三部（1954年 監督：大庭秀雄） - 一部阿蘇山が舞台。
- 三四郎（1955年 監督：中川信夫）
- 剣豪二刀流（1956年 監督：松田定次）
- 空の大怪獣ラドン（1956年 監督：本多猪四郎） - 阿蘇山に怪獣ラドンが出現する。
- ますらを派出夫会（1956年 監督：小田基義）
- 新婚日記 恥しい夢（1956年 監督：田中重雄）
- 川上哲治物語 背番号16（1957年 監督：滝沢英輔）
- 女の肌（1957年 監督：島耕二）
- 激怒する牡牛（1957年 監督：古賀聖人）
- 若君漫遊記 サタン城の魔王（1958年 監督：山田達雄）
- 百万両秘帖（1960年 監督：仲木睦）
- 日本よいとこ 無鉄砲旅行（1960年 監督：生駒千里）
- おてもやん（1961年 監督：土井茂）
- 永遠の人（1961年 監督：木下惠介） - 阿蘇が舞台
- 天下の御意見番（1962年 監督：松田定次）
- 民謡の旅桜島 おてもやん（1962年 監督：渡辺邦男）
- 無法松の一生 (1963)（1963年 監督：村山新治）
- 青春を返せ（1963年 監督：井田深）
- 社長と女秘書 全国民謡歌合戦（1963年 監督：近江俊郎）
- 三大怪獣 地球最大の決戦（1964年 監督：安田公義）
- 外人墓地の決斗（1964年 監督：安田公義）
- 無法松の一生 (1965)（1965年 監督：三隅研次）
- 霧の旗（1965年 監督：山田洋次） - 松本清張の原作『その口紅が憎い』を脚色。
- 社長千一夜（1967年 監督：松林宗恵）
- おトラさん大繁盛（1968年 監督：小田基義）
- 緋牡丹博徒 二代目襲名（1969年 監督：小沢茂弘）
- すばらしい蒸気機関車（1970年 演出：高林陽一） - 九州を走る蒸気機関車を扱った長編記録映画。
- あつい壁（1970年 監督：中山節夫） - 昭和28年に熊本で起きた龍田寮事件と呼ばれたハンセン病への偏見と差別を告発した作品。
- 火の国の鼓動（1970年 監督：滝沢林三）
- 緋牡丹博徒 お命戴きます（1971年 監督：加藤泰）
- 開運旅行（1971年 監督：瀬川昌治）
- 驚異のドキュメント 日本浴場物語（1971年 監督：中島貞夫）
- 不良番長 骨までしゃぶれ（1972年 監督：野田幸男）
- セックスドキュメント エロスの女王（1973年 監督：中島貞夫）
- 小泉八雲京日記（1973年 監督：佐々木勘一郎）
- 水俣一揆 一生を問う人々（1973年 監督：土本典昭）
- 男はつらいよ 私の寅さん（1973年 監督：山田洋次）
- サンダカン八番娼館 望郷（1974年 監督：熊井啓） - 天草が舞台の一つ。
- トラック野郎・爆走一番星（1975年 監督：鈴木則文） - 天草が舞台の一つ。
- トラック野郎・男一匹桃次郎（1977年 監督：鈴木則文）
- 男はつらいよ 寅次郎わが道をゆく（1978年 監督：山田洋次）
- いまできること…芦北学園の子供たち（1979年 監督：中山節夫）
- 影武者（1980年 監督：黒澤明） - 舞台は中部地方だが熊本城でも撮影が行われた。
- 典子は、今（1981年 監督：松山善三）
- 真夜中の招待状（1981年 監督：野村芳太郎）
- 魔界転生 (1981年 監督:  深作欣二)
- 海と太陽と（1983年 監督：中山節夫）
- 里見八犬伝（1983年　監督：深作欣二）阿蘇山が撮影地の一つ
- 旅芝居行進曲（1984年 監督：高橋勝） - 花田半次郎をモデルに映画化。
- 山下少年物語（1985年 監督：松林宗恵）
- 父（1988年 監督：木下惠介）
- 書かれた顔（1990年 監督：ダニエル・シュミット）
- 陽炎（1991年 監督：五社英雄）
- 琵琶法師 山鹿良之（1992年 監督：青池憲司）
- 免田栄 獄中の生（1993年 監督：小池征人）
- ゴジラvsスペースゴジラ（1994年 監督：山下賢章）
- 東雲楼 女の乱（1994年 監督：関本郁夫）
- 大いなる完 ぼんの（1998年 監督：高橋伴明）
- チンパオ 陳宝的故事（1999年 監督：中田新一）
- 原野の子ら（1999年 監督：中山節夫）
- 故郷（1999年 監督：向井寛）
- 英二（1999年 監督：黒土三男）
- ボクの、おじさん THE CROSSING（2000年 監督：東陽一）
- 極道三国志3 血染めの九州死闘篇（2000年 監督：金澤克次）
- 女帝 SUPER QUEEN（2001年 監督：金澤克次）
- 熊本物語（2003年 監督：三池崇史）
- 黄泉がえり（2003年 監督：塩田明彦）
- 聞こゆるや（2004年 監督：山田武）
- 同窓會（2004年 監督：向井寛）
- もっこす元気な愛（2005年 監督：寺田靖範）
- 少年と星と自転車（2005年　監督：福山進）
- 日本沈没（2006年）
- 風のダドゥ（2006年）
- 輪廻（2006年　監督：清水崇） -　舞台は群馬県だが撮影に使われたホテルは既に閉館した熊本県阿蘇郡長陽村（現：南阿蘇村）の阿蘇観光ホテル（2000年2月に廃業）
- 北辰斜にさすところ（2007年　監督：神山征二郎）
- デコトラの鷲 火の国熊本親子特急便（2008年 監督：香月秀之）
- グレーのバリエーション（2009年 監督：遠山昇司）
- 奇跡（2011年）
- 女たちの都〜ワッゲンオッゲン〜（2012年 監督：禱映） - 天草市牛深地区が舞台。
- NOT LONG, AT NIGHT 夜はながくない（2012年）
- ベイビー大丈夫かっ BEATCHILD 1987（2013年 監督：佐藤輝）
- アキの奏で (2015年 監督：鈴木洋平)
- アリエル王子と監視人（2015年　監督：稲葉雄介）
- 劇場版 弱虫ペダル（2015年）
- うつくしいひと（2016年 監督：行定勲）
- オズランド 笑顔の魔法おしえます。（2018年 監督：波多野貴文） - 舞台・ロケ地はグリーンランド (遊園地)。くまモンも最後のシーンにアテンドと共にエキストラとしてカメオ出演。
- キングダム (2019年：東宝 / ソニー・ピクチャーズ・エンタテインメント) - 阿蘇市　夢・大地グリーンバレー、 南阿蘇村 羅漢岩
- お終活（2021年公開）
- MINAMATA-ミナマタ-（2021年公開 アンドリュー・レヴィタス） - 水俣病の惨状を取材し世界に配信したアメリカ人写真家ユージン・スミスの闘いを描く。
- 風が通り抜ける道・・すべての愛が存在する島（2024年イオンエンターテイメント）-熊本城・上天草市・天草市にてくまモンも出演。
- 三日月とネコ（2024年 監督：上村奈帆）

## テレビドラマ
- 藍より青く（NHK連続テレビ小説、1972-73年）
- 火の国に（NHK連続テレビ小説、1976-77年）
- 科学戦隊ダイナマン（1983年　第16話「阿蘇山大爆発作戦」、第17話「恐怖！九州大地震」、第20話「追え! 天草の太陽」）
- 田原坂（日本テレビ系時代劇スペシャル、1987年）
- 実録犯罪史シリーズ 「恐怖の二十四時間 連続殺人鬼西口彰の最期」（1991年）
- ウルトラマンティガ（第43話「地の鮫」、第44話「影を継ぐ者」）
- 浅見光彦シリーズ・黄金の石橋（2002年）
- 税務調査官・窓際太郎の事件簿11（2004年）
- 土曜ワイド劇場「同居人カップルの殺人推理旅行4・嘘をつく女 熊本阿蘇〜財産を狙って欲望が渦巻く」（1996年）
- 女帝
- 天地人（大河ドラマ、第1話「五歳の家臣」）
- 裸の大将 火の国・熊本編〜女心が噴火するので〜（2009年）
- 風をあつめて（2011年2月11日放送　ＮＨＫ障害福祉賞第31回　最優秀賞受賞作「私たち夫婦の普通の家庭」浦上誠　著）同年10月10日に、第66回文化庁芸術祭参加作品として再放送。テレビドラマ部門で優秀賞を受賞した。
- 菊池伝説殺人事件（2011年　TBSドラマ「浅見光彦シリーズ」）
- いだてん〜東京オリムピック噺〜　（NHK大河ドラマ第58作　2019年）　二俣橋・高瀬船着場跡・金栗四三生家記念館・永山橋が舞台の一つ
- サ道（第11話「西の聖地でととのう...のか？」、第12話「サウナとは？」）
- TRUE COLORS（NHK BS4K・NHK BSプレミアムドラマ、2025年放送予定）天草市

## ゲーム
- FRONT MISSION3（1999年） - アリサ編のMission 50～52、エマ編のMission 60～61・63で登場。
- 高機動幻想ガンパレード・マーチ（2000年）
- KAIDO-峠の伝説-（2005年） - 阿蘇山が劇中のサーキットとして登場している。
- まいてつ（2015年） - 人吉市・くま川鉄道がモデル。
- クレヨンしんちゃん 「オラと博士の夏休み」〜おわらない七日間の旅〜

## 漫画
- 今日どこさん行くと？
- キン肉マンキン肉星王位争奪編
- クレヨンしんちゃん - 主要登場人物の野原みさえが『熊本県アソ市[4]』出身という設定。
- 金田一少年の事件簿『天草財宝伝説殺人事件』
- DAN DOH!! ネクストジェネレーション
- 鉄腕アトム 第55部「地上最大のロボット」（1964年～1965年）

アトムとプルートゥとの決戦の舞台が阿蘇山
- 電波教師 林間学校偏
- 夏目友人帳
- 放課後ていぼう日誌
- 三日月とネコ

## テレビアニメ
- ガンパレード・マーチ 〜新たなる行軍歌〜
- ガールズバンドクライ 第10話
- 金田一少年の事件簿:第95話 - 99話『天草財宝伝説殺人事件（ファイル1 - ファイル5）』
- キン肉マン キン肉星王位争奪編
- クレヨンしんちゃん
- 邪神ちゃんドロップキック 【世紀末編】
- 鉄腕アトム

鉄腕アトム (アニメ第1作) 117話『史上最大のロボット（後）』、鉄腕アトム (アニメ第2作) 25話『地上最大のロボット・後編』、アストロボーイ・鉄腕アトム 18話 『プルートゥは死なず』。 史上最大のロボットにおける阿蘇山決戦シーンのアニメ化作品。
- 電波教師 林間学校偏
- 夏目友人帳
- 放課後ていぼう日誌
- 名探偵コナン

294話・第295話『愛と決断のスマッシュ（前編・後編）』（2002年）、第720話・第721話『火と水のミステリーツアー（阿蘇編・熊本編）』（2013年）
- レヱル・ロマネスク

## オリジナルビデオ作品
- 実録・九州やくざ抗争史 LB熊本刑務所 侠牙
- 実録・九州やくざ抗争史  LB熊本刑務所 義絶盃
- 実録・九州やくざ抗争史 LB熊本刑務所 侠友よ
- 実録・やくざ抗争史 LB熊本刑務所 刑務所前バス停
- 実録・九州やくざ抗争史 小倉戦争 - 熊本刑務所が舞台。

## 関連書籍
- 熊本日日新聞編纂『熊本県大百科事典』熊本日日新聞社、1982年
- 日本談義社『熊本文学ノート』荒木精之、1957年
- 山崎貞司『熊本文学散歩』大和学芸図書、1976年
- 熊本の風土とこころ編集委員会編纂『熊本の文学碑』熊本日日新聞社、1979年
- ゼンリン『郷土資料事典 熊本県』人文社、1998年
- 熊本県高等学校教育研究会国語部会編 『くまもと文学紀行』 熊本県高等学校教育研究会、2005年